# 65e régiment d'infanterie (France)
Pour les articles homonymes, voir 65e régiment.
Le 65e régiment d'infanterie (65e RI) est un régiment d'infanterie de l'Armée de terre française créé sous la Révolution à partir du régiment de Sonnenberg, un régiment d'infanterie suisse au service du royaume de France.

## Création et différentes dénominations
- 1791 : le régiment de Sonnenberg (suisse) est renommé 65e régiment d’infanterie de ligne.
- 1830 : création du 65e régiment d’infanterie de ligne
- 1871 : fusion avec le 65e régiment d'infanterie de marche
- 1887 : renommé 65e régiment d’infanterie de ligne
- 1914 et 1939 : à la mobilisation, il met sur pied son régiment de réserve, le 265e régiment d'infanterie
- 1942 : dissous en novembre
- 1945 : recréé en janvier, dissous en décembre

## Colonels / chef de corps

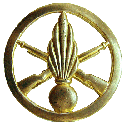
insigne de béret d'infanterie

- 26 décembre 1768 : Jacques Antoine de Sonnenberg
- 1794 : chef de brigade Boutroüe
- 1799 : chef de brigade Senarens
- 1801 : chef de brigade Goris
- 1804 : Louis François Coutard
- 1811 : colonel Campy
- 1813-1815 : colonel Monteyremar
- De 1815 à 1830, le régiment n'existe pas
- 1830 : colonel Arnaud
- 1839 : colonel de Gouvenain
- 1848 : colonel Villien
- 1849 : colonel de Mailly
- 1851 : colonel de Martimprey
- 1852 : Abel Douay
- 1855 : colonel Drouhot
- 1859 : colonel Mennessier
- 1859 : colonel Bittard des Portes
- 1868 : colonel Sée
- 1871 : colonel du Guiny
- 1878 : colonel d'Arbo
- 1883 : Albert Senault
- 1888 : colonel Arvers
- 1888 : colonel Burlin
- 1890 : colonel Ragon de Bange
- 1894 : colonel Vilar
- 31 décembre 1913 : Paul Balagny[1]
- 8 septembre 1914 : Xavier Desgrées du Lou tué au combat au Mesnil-lès-Hurlus
- 1915-1917 : Félix de Vial.

## Historique des garnisons, combats et batailles du65eRI

### Guerres de la Révolution et de l'Empire

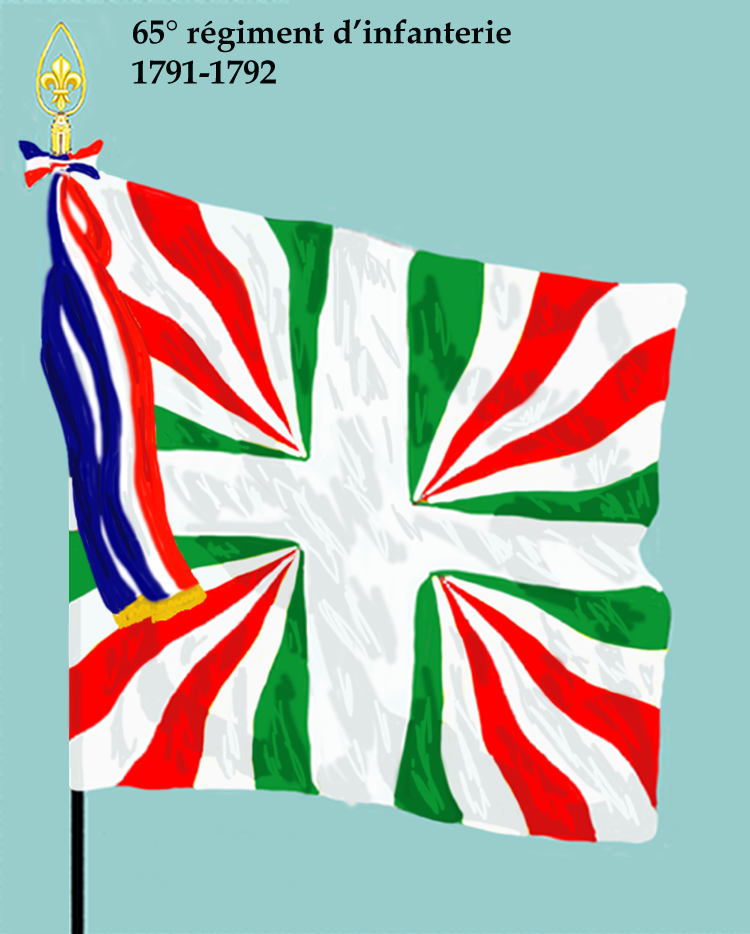
Drapeau du 65e régiment d'infanterie de ligne de 1791 à 1792

- 1807 : Stralsund, Allenstein (en) et Heilsberg
- 1809 : Ratisbonne, Essling, Wagram et Flessingue
- 1810 : Astorga, Sobral (en) et Rio-Mayor
- 1811 : Fuentes-de-Onoro
- 1812 : Arapiles
- 1813 :
  - Castro
  - Vitoria
- 1813 : Campagne d'Allemagne
  - Lutzen,
  - Bautzen,
  - Dresden
  - 16-19 octobre : Bataille de Leipzig
- 1814 : Guerre d'indépendance espagnole, Campagne de France (1814)
  - Bataille de Bayonne,
  - 27 février : bataille d'Orthez
  - Bataille de Toulouse
  - Bataille de Paris
- 1815 : Campagne de Belgique
  - Combat de Namur

### 1815 à 1852
Après les Trois Glorieuses et le renversement de la Seconde Restauration, le régiment est recréé, à Courbevoie à la suite du décret du 17 août 1830 de Louis-Philippe. Il est organisé à 3 bataillons avec 87 officiers et 1 763 hommes, avec des éléments fournis par la garde royale et des combattants des barricades, mais sans aumôniers.

### Second Empire
En 1859, le 65e régiment d'infanterie prend part aux combats de la bataille de Magenta.

#### Guerre de 1870 - 1871
Ayant quitté dépôt de Valenciennes pour Thionville le 25 juillet 1870, le 65e régiment d'infanterie de ligne, à trois bataillons, fait partie au 1er août 1870 de l'armée du Rhin. Avec le 54e régiment d'infanterie du colonel Caillot, le 65e forme la 2e brigade (général Berger) de la 3e division d’infanterie (général de Lorencez) du 4e corps d’armée (général de Ladmirault).
Le 12 août 1870, le dépôt du régiment forme un 4e bataillon qui part le lendemain au camp de Châlons pour former le 4e régiment d'infanterie de marche. Trois nouvelles compagnies rejoignent ensuite entre août et octobre le 35e régiment de marche de Paris, le 33e régiment de marche et le 39e régiment de marche.

En novembre, le régiment forme deux bataillons de marche à cinq compagnies, envoyés à l'Armée du Nord. Le Ier bataillon rejoint en décembre le 67e régiment de marche et le IIe le 65e régiment de marche bis avec un bataillon de marche du 33e de ligne. Le 28 janvier, le bataillon du 33e rejoint le 67e de marche et le 65e de marche bis est alors formé des deux bataillons de marche du 65e de ligne réunis,.
Le 1er octobre 1871, le 65e régiment d'infanterie de ligne fusionne avec le 65e régiment d'infanterie de marche et le 65e régiment d'infanterie de marche bis.

### De 1872 à 1914
Lors de la réorganisation des corps d'infanterie de 1887, le 2e bataillon forme le 155e régiment d'infanterie.

### Première Guerre mondiale
En aout 1914, le 65e RI était basé à Nantes, composé principalement de Bretons (y compris de Loire-Inférieure) et de Vendéens.
- En 1914 : casernement Nantes, 41e brigade d'infanterie, 21e division d'infanterie, 11e corps d'armée. Il est constitué de 3 bataillons.
- À la 21e division d'infanterie d'août 1914 à novembre 1917, puis à la 134e division d'infanterie jusqu'à novembre 1918.
- constitution de la 21e DI en 1914 :
  - 41e Brigade (64e régiment d'infanterie et 65e RI)
  - 42e brigade (93e régiment d'infanterie et 137e régiment d'infanterie)
  - Cavalerie : 1 escadron du 2e régiment de chasseurs à cheval
  - Artillerie : 3 groupes de 75 du 51e Régiment d'artillerie de campagne
  - Génie : compagnie 11/1 du 6e régiment du génie.

#### 1914
- 5 août 1914 : départ de Nantes « au milieu des acclamations, sous les fleurs qu’on jette de toutes parts »
- à partir du 22 août 1914 : bataille des Ardennes à Maissin, suivie de la bataille des Frontières à Sedan et Bouillon (Belgique)
- 6 au 13 septembre 1914 : première bataille de la Marne près de Fère-Champenoise
- 8 septembre 1914 : le Colonel Paul Balagny est atteint par des éclats d’obus à l’épaule et au bras gauche au cours d'un assaut allemand.

La guerre de tranchées commence pendant l'hiver 1914-1915.

#### 1915
- Somme (Janvier-juin) : La Boisselle, Beaumont-Hamel, Auchonvillier
  - Le 20 mars 1915 création du 411e régiment d'infanterie rattaché au dépôt du 65e RI et 265e RI.
- Bataille de l'Artois (juin-Août) : bataille d'Hébuterne (7 au 11 juin), puis Serre (13 au 21 août) et ferme du Touvent.
- 25 septembre-6 octobre : seconde bataille de Champagne
- La Courtine (22 août à fin décembre),
- butte du Mesnil, attaque de l'ouvrage du Trapèze (6 octobre)

#### 1916
- Champagne, Tahure, Mont sans-nom, (12 février - 21 mai)
- Bataille de Verdun (juillet-août), Froideterre, Fleury, ferme de Thiaumont, bois de Vaux-Chapître, fort de Souville.
- Woëvre (septembre-novembre).

#### 1917
- Verdun (décembre-16 février 1917), Bezonvaux, Louvemont (14 janvier-14 février), cote du Poivre
- secteur St Quentin - cote 150, Aubes-Terres, ravin de Vauxaillon. (29 - 30 mars)
- Chemin des Dames - (offensive Nivelle) ; ravin de la Bovelle-ferme du Poteau d'Ailles (29 avril - 9 mai)

#### 1918
- Secteur de Reims , Cavaliers de Courcy, le Linguet, Germigny, ferme de Constantine (janvier-septembre)
- Aisne (septembre-octobre) , Gernicourt, Roucy, Rouvroy puis Vouzier, Chertres (9 septembre, 28 octobre).

### Seconde Guerre mondiale
1939-1940
Le 65e RI, le 48e RI, le 137e RI composent la 21e division d'infanterie (colonels De Rosmorduc, Couturier et Menon). Division d'active originaire de la XIe région militaire (Nantes). Elle est commandée par le général de brigade Pigeaud, puis, à partir du 13 octobre 1939, par le général de brigade Lanquetot. D'abord affectée aux 20e et 5e corps d'armée (4e armée) en Lorraine, elle quitte l'est de la France à partir du début du mois de novembre 1939. Le 13 novembre elle est rattachée au 1er corps de la 7e armée et établit son PC à Dunkerque puis, à partir du 21 novembre à Samer.
Le 65e régiment d'infanterie a été cantonné durant l'hiver 1939-1940 dans le canton de Desvres. La majorité des hommes qui composaient ce régiment étaient originaires de Bretagne. Le 22 mai 1940, le 65e revient à Desvres sous les ordres du commandant Le Guevel, avec la 10e batterie divisionnaire antichar. Les panzers attaquent la gare au petit matin. Rapidement, 200 hommes sont faits prisonniers dans les trains de transports de troupe. Les 7e et 8e compagnies tenteront en vain de reprendre position dans la ville.

#### Armée de Vichy

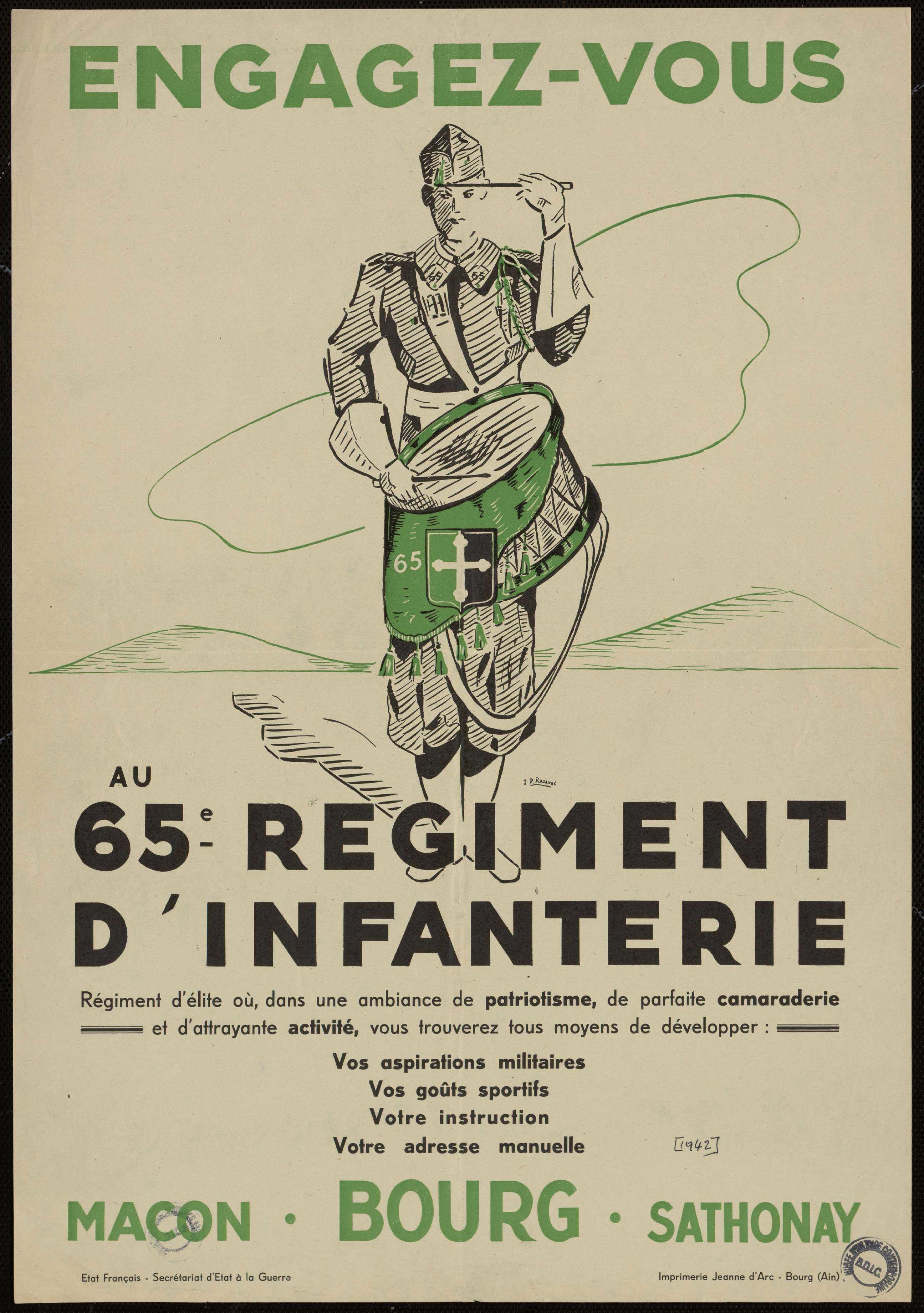
Affiche de recrutement pour le sous Vichy.

Le 65e RI est recréé dans l'Armée d'armistice. En garnison à Mâcon, Bourg-en-Bresse et Sathonay-Camp, il appartient à la 7e division militaire. L'Armée d'Armistice est dissoute après l'invasion de la zone libre en novembre 1942.

#### Libération
Le régiment est recréé le 1er janvier 1945, avec trois bataillons mis à disposition des Alliés en 4e région militaire (Angers), à partir d'éléments des forces françaises de l'intérieur de Maine-et-Loire et de francs-tireurs et partisans d'Indre-et-Loire. Le fait que le 65e RI, historiquement associé à la région nantaise, ne vienne pas de Loire inférieure est mal perçu par les commandants mais le ministère confirme ce choix.
Le 65e RI est dissous le 1er décembre 1945.

## Drapeau
Il porte, cousues en lettres d'or dans ses plis, les inscriptions suivantes :
- Stralsund 1807
- Ratisbonne 1809
- Anvers 1832
- Magenta 1859
- Saint-Gond 1914
- Artois-Verdun 1915-1916
- L'Aisne-Reims 1917-1918

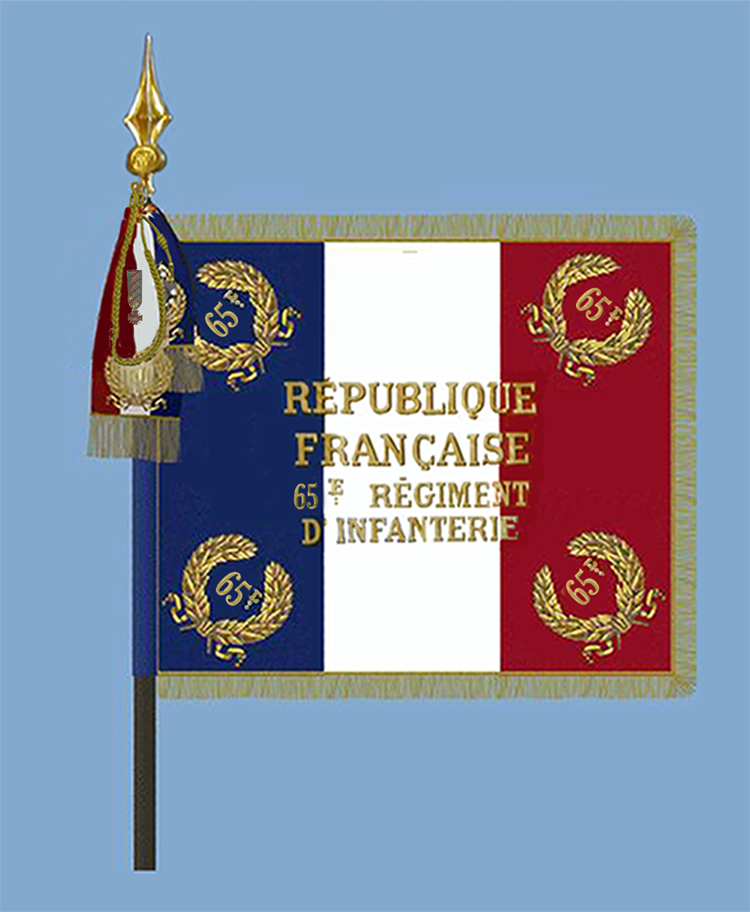
Drapeau du régiment avers
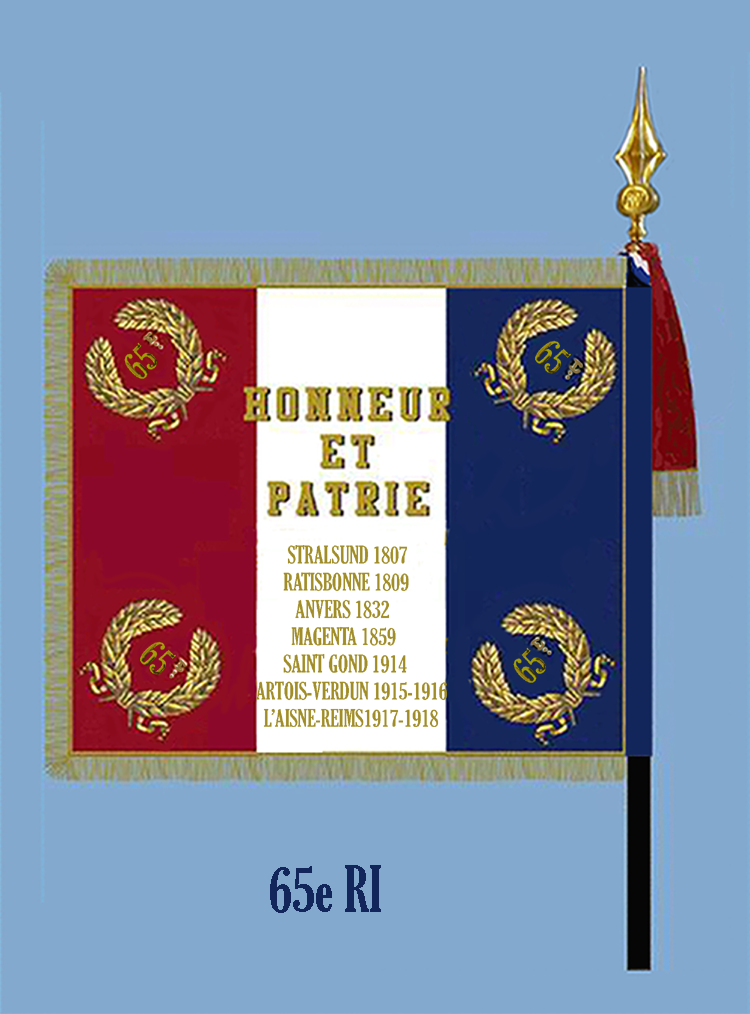
Drapeau du régiment revers

## Décorations décernées au régiment
Sa cravate est décorée de la croix de guerre 1914-1918 avec quatre citations à l'ordre de l'armée, puis trois à l'ordre du corps d'armée.
Il a le droit au port de la fourragère aux couleurs du ruban de la Médaille militaire.

## Personnages célèbres ayant servi au65eRI
- Général Pierre Berthezène en tant que lieutenant-colonel
- 1838 : Général de division Eugène Casimir Lebreton (1791-1876) en tant que lieutenant-colonel.
- 1879 : Le futur anarchiste illégaliste Michel Antoine déserte le régiment[11].
- Mgr.Maziers archevêque de Bordeaux-Bazas, y a effectué son service national
- Joseph Antoine Charles de Muller alors major
- de septembre à décembre 1940 : le chef de bataillon Pierre Segretain (alors capitaine commandant le peloton de mortiers du 2e Bataillon)
- Général Félix de Vial, colonel et chef de corps
- Noël Riou (1898-1964), Compagnon de la Libération.

## Uniforme et traditions

### Uniforme

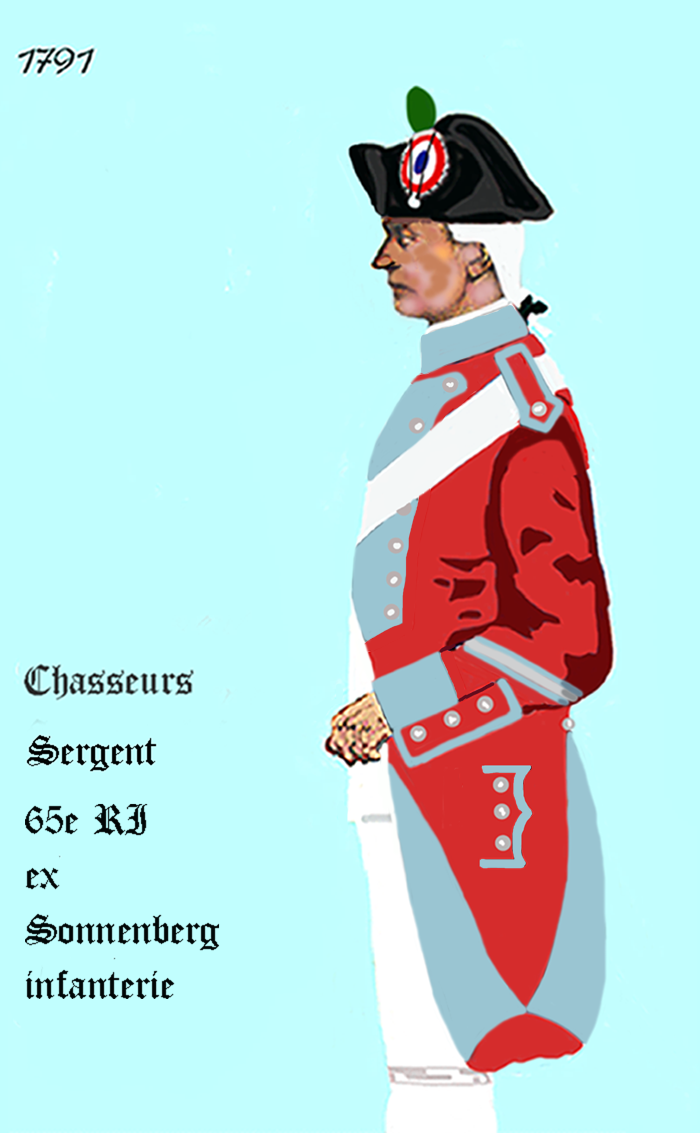
uniforme du 65e régiment d’infanterie de ligne

### Mémoire
- Les villes de Desvres, Nantes et Vannes possèdent chacune une rue portant le nom de rue du 65e régiment d’infanterie.
- Les différentes promotions de l'académie des Cadets de la défense de Nantes portent le nom des inscriptions sur l'emblème du 65e régiment d'infanterie, afin de rendre hommage à ce régiment "historique" de Nantes. Ainsi, la promotion 2022-2023 se nomme "Anvers 1832", celle de 2023-2024 "Magenta 1859", et ainsi de suite. Cet hommage est d'autant plus important qu'il n'existe plus de présence militaire dans la ville depuis le 29 mai 2010.

## Sources et bibliographie
- Général Andolenko : Historiques de l'Infanterie Française (Eurimprim 1969)..
- Historique du 65e régiment d'infanterie : Stralsund (1807), Ratisbonne (1809), Anvers (1832), Magenta (1859), la Grande Guerre (1914-1918), Paris, H. Charles-Lavauzelle, 1920, 160 p., lire en ligne sur Gallica.
- Charles Tanera, Historique du 65e régiment d'infanterie de ligne, 1878 (lire en ligne)
- Historiques des corps de troupe de l'armée française (1569-1900)
- French Infantry Regiments and the Colonels who Led Them: 1791 to 1815
- Émile Mugnot de Lyden : : Nos 144 Régiments de ligne
- Assor Nantes Cadets de La Défense